# 日出

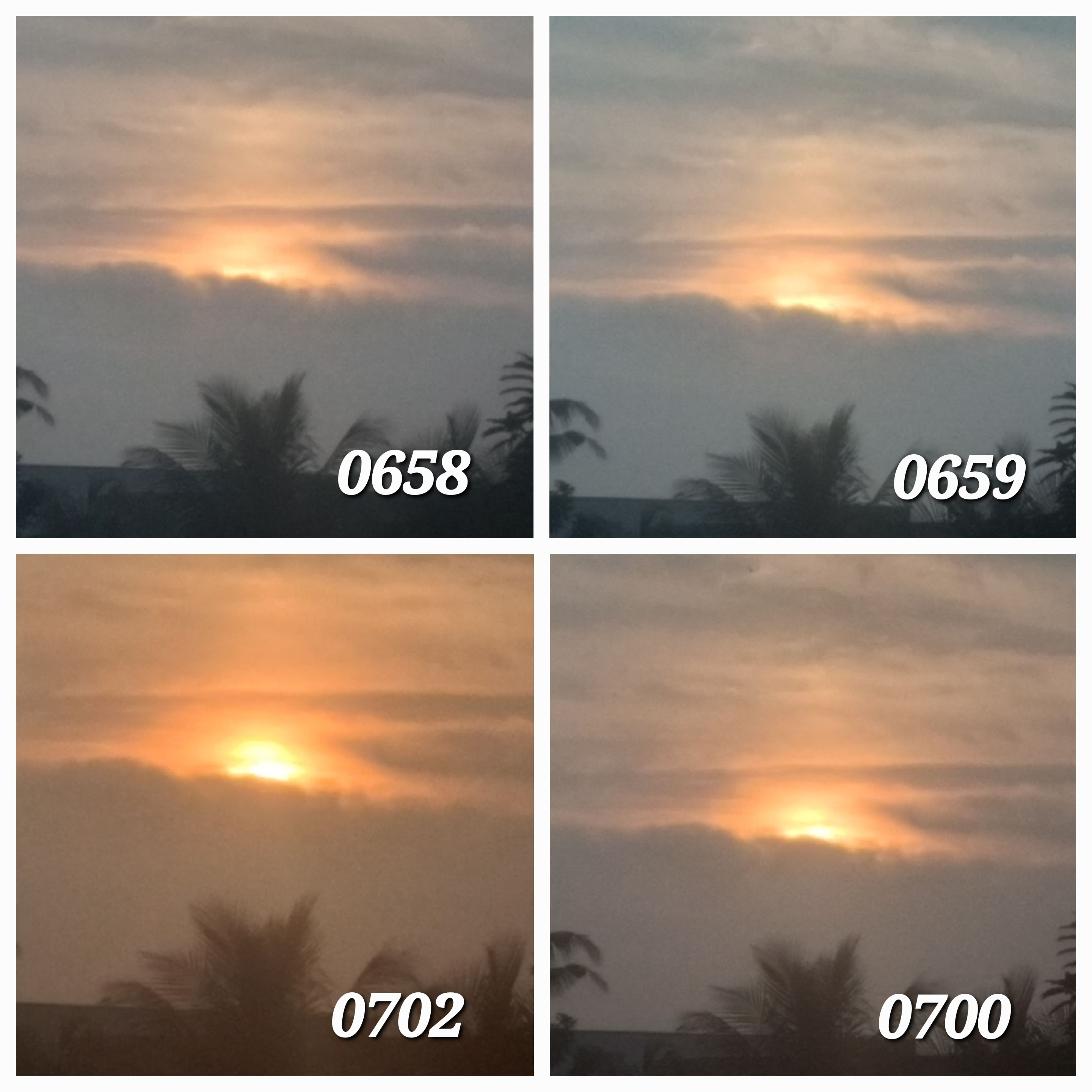
位于砂拉越古晋市2024年元旦的第一个日出

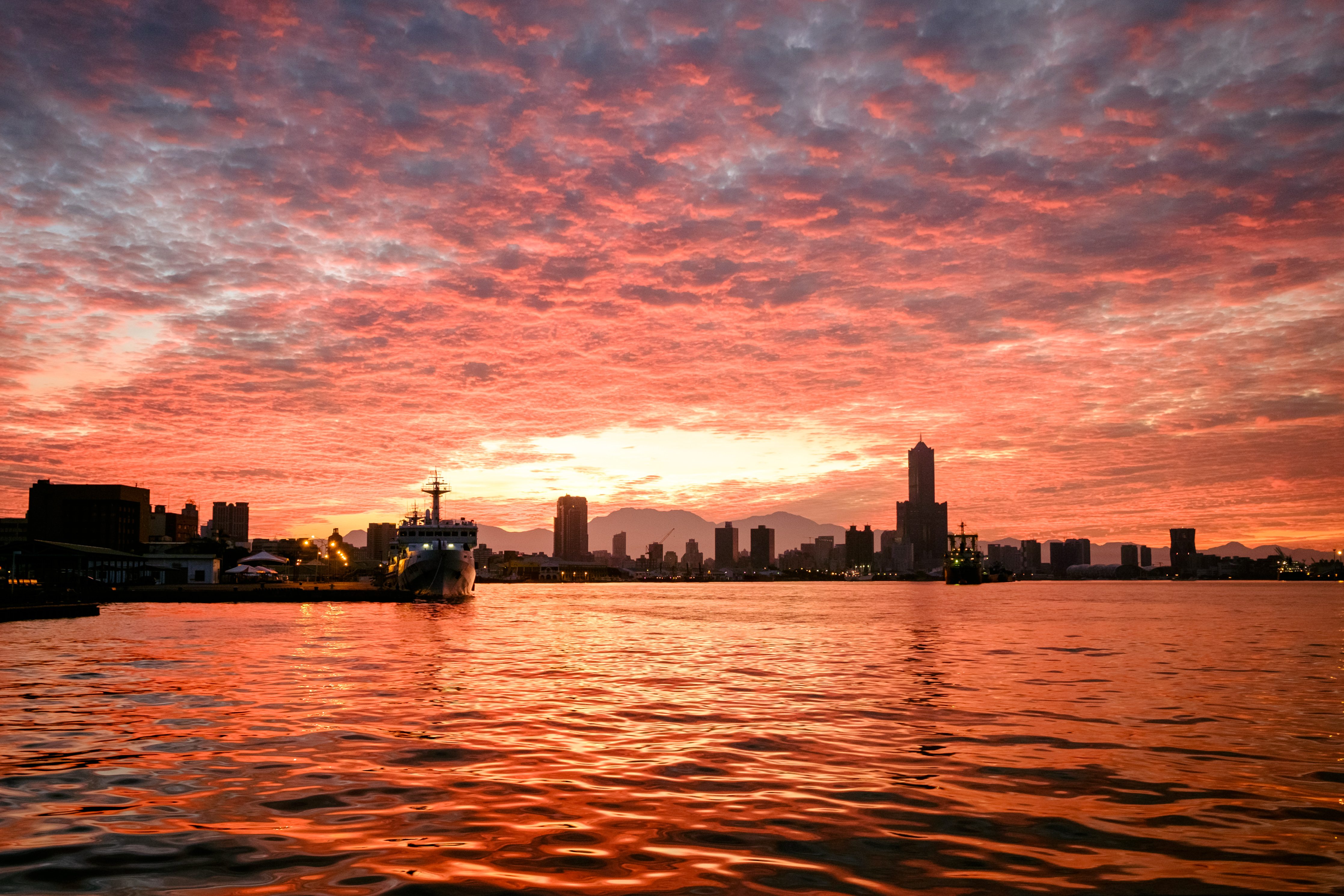
臺灣高雄港日出天際線

日出（又称旦）一般是指太陽由東方的地平線徐徐昇起的景象，而確實的定義為日面剛從地平線出現的一剎那，而非整個日面離開地平線。日出是因為地球自轉而產生太陽位置隨著時間改變位置的現象。

## 日出东山

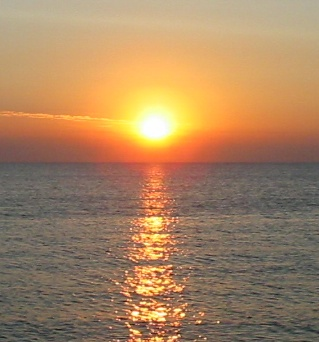
旭日初昇

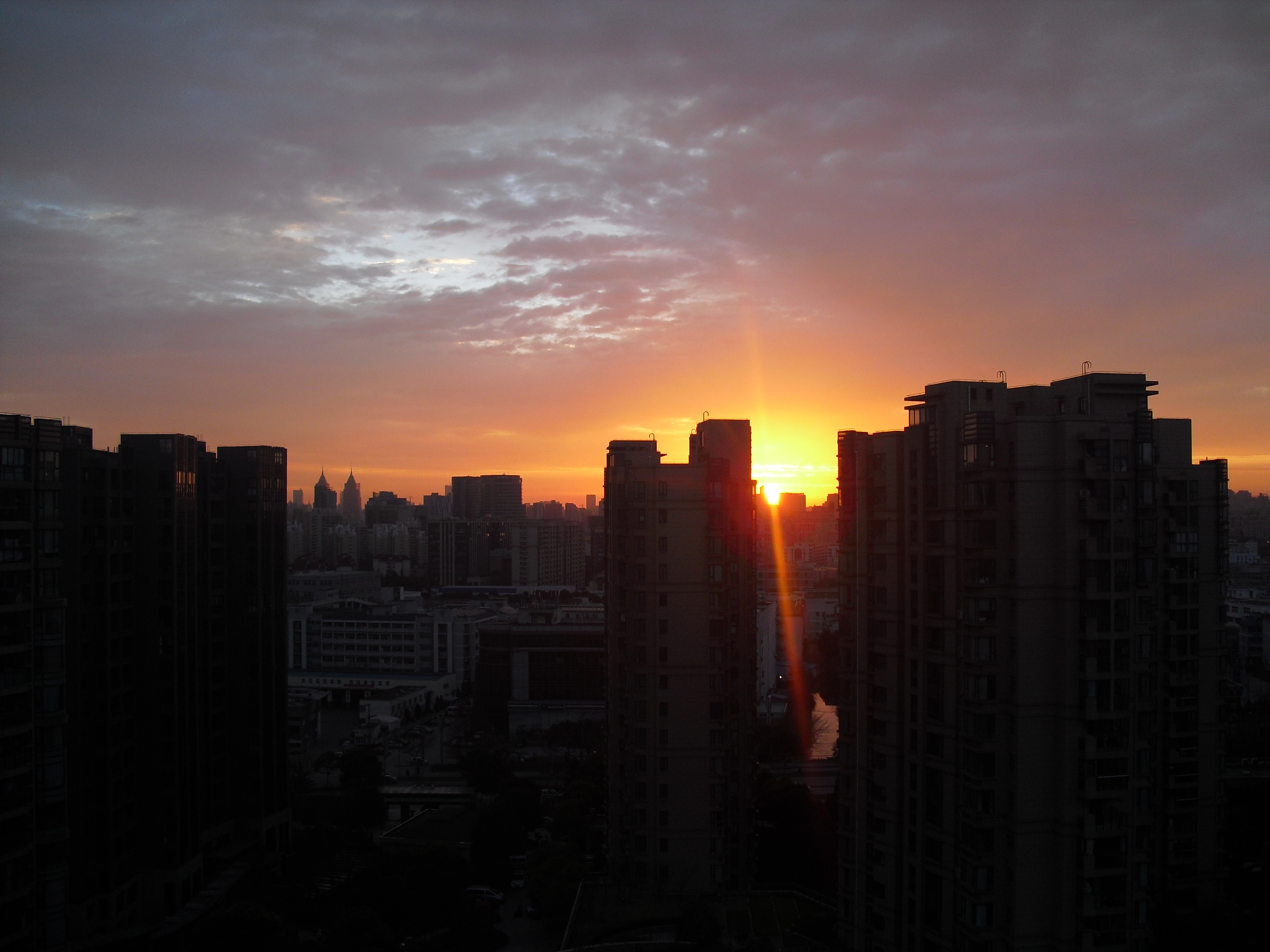
晨曦，攝於上海。

這時太陽光因爲受到地球大氣層灰塵的影響而產生瑞利散射，所以這時的天空會彌漫著霞氣，然而日出的霞氣較日落的淡雅，這是因爲日出時大氣層裡的灰塵較日落時為少。

## 時間轉移

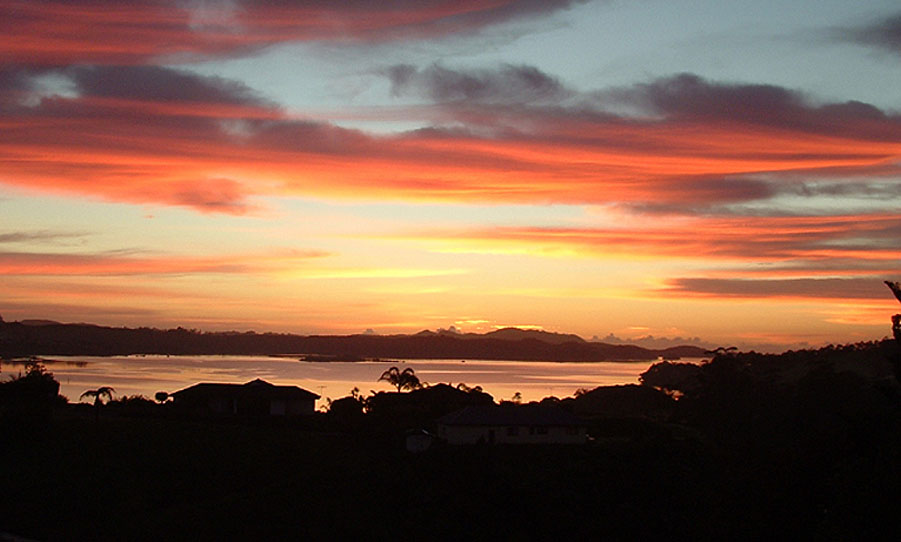
新西蘭日出的景色

日出的時間會隨季節及各地方緯度的不同而改變。傳統上認為在北半球，冬至時日出的時間最晚，然而事實上日出最晚的時間該是12月末到1月中旬。同一道理，日出最早的時間並非在夏至時，而是在6月初到中旬。这要取决于观察者所在的纬度。即使在赤道地區，日出及日落的時間在全年裡亦會有少量的變更。同样的现象也出现在南半球。在两个至点的前后1至3个星期，日出和日没的时间都会一起延后。即使在赤道，日出和日没的时间在一年当中都会前后移动几分钟，正午也会伴随着移动。而這些變化可以用日行跡（Analemma）表達。
日出及日落的時間可以藉由跟蹤太陽的軌跡而計算得到，但由于太阳折射等原因，但所計算出來的時間會比真實感覺的有些微不同。
因為太陽光會受到地球大氣層的影響而產生折射，所以當太陽仍未昇上地平線時，人們已看到日出的景色，這是每天日出時產生的錯覺。中國古代天文學家曾記錄名為“天再旦”的罕見天文現象，意思是同一天接連出現兩次日出的情況。通常是由於清晨五點到七點的日全食所引起的天文奇觀，第一次日出時，天色又逐漸暗去，接著又迎接第二次日出。
日出亦是美術及文學裡重獲新生的象徵。

## 文學情意

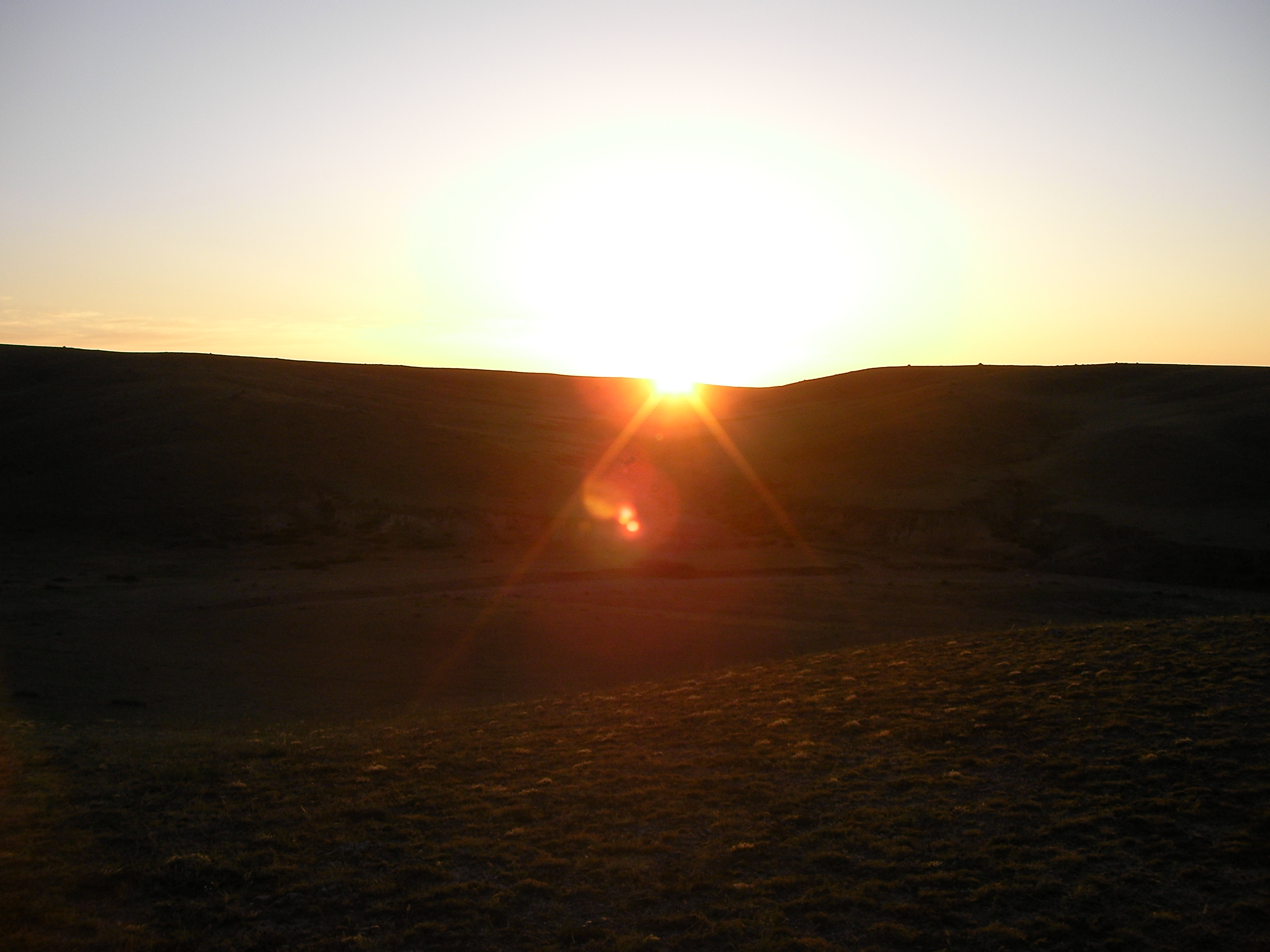
內蒙古沙漠的日出

在古時中國，詩人們喜歡以日出時份萬物充滿生機的景色來寄托自己的志向，如白居易《憶江南》內裡的兩句“日出江花紅勝火，春來江水綠如藍”，正是表達了這種情懷。
近代文學作品中，日出不但代表了生機，更是希望的象徵。就如曹禺的《日出》，篇名實則是指希望。中國人對新中國滿懷希望，但卻被一潭死水污染。希望中國可以富強，中國人可以抬起頭來看到日出。

## 古老宗教
太陽在日出後由東方運轉至西方的現象是因為地球由西向東轉動所做成。這個日常生活的現象令很多民族生成了與之相關的神話與宗教，並因此而出現了地心說。這現象亦可在近極點運行的人造衛星上觀察得到。

## 世界各地日出美景

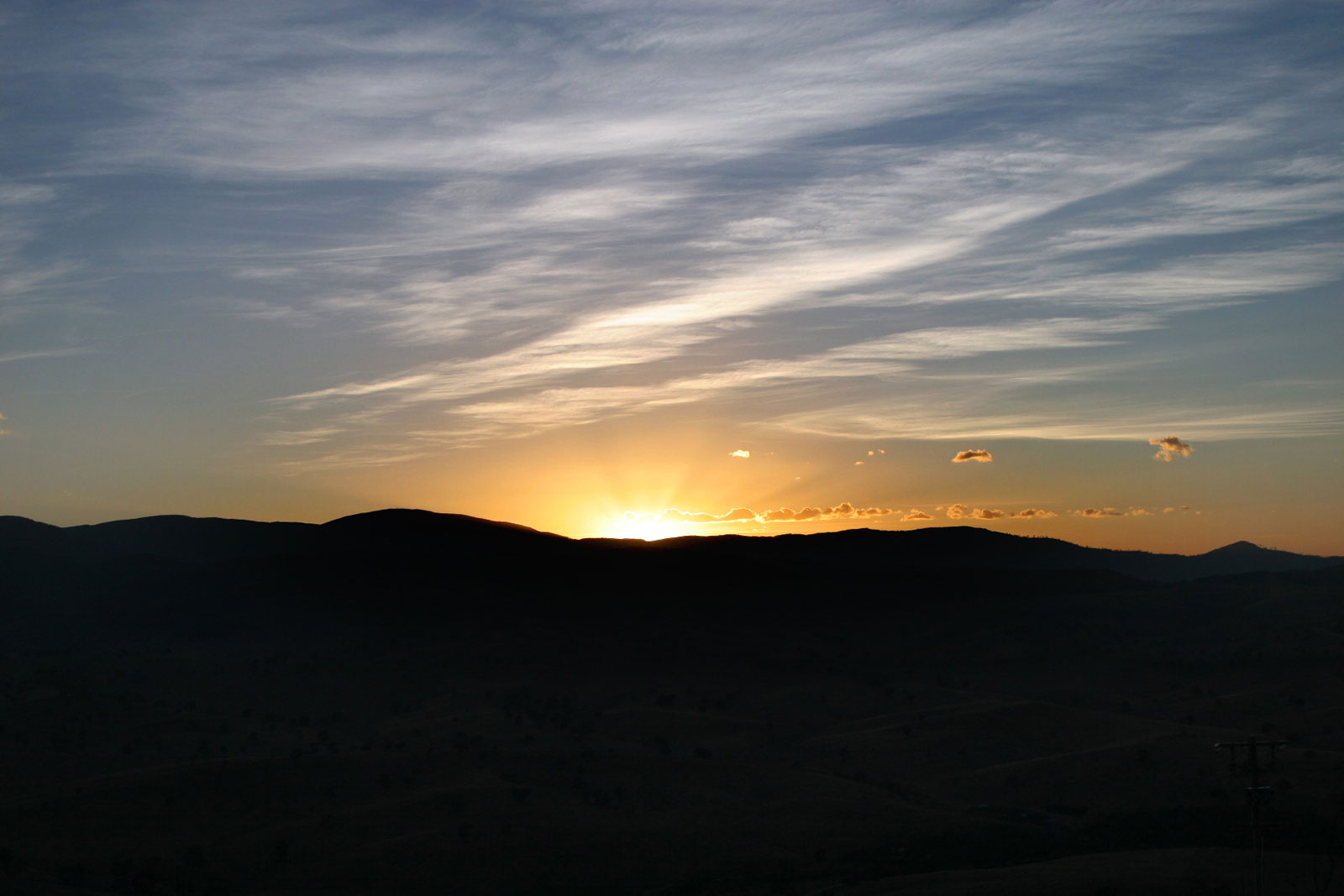
在山裡日出的景色
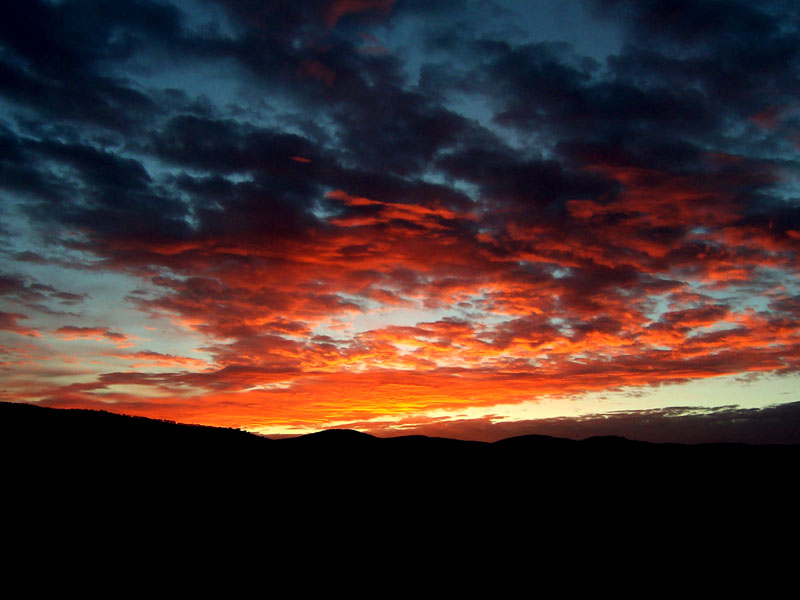
紅色日出的景色
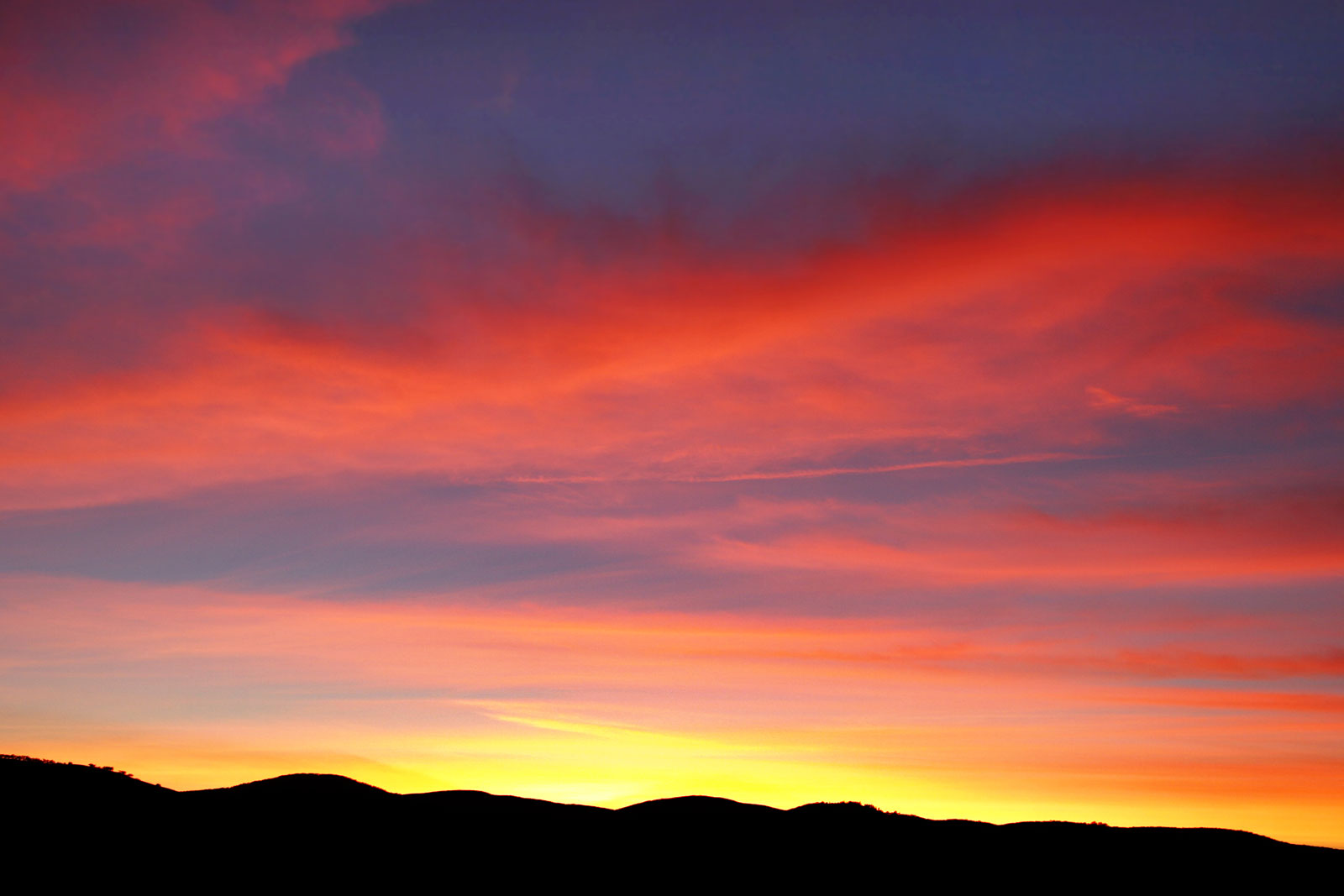
澳大利亞金黃色日出的景色
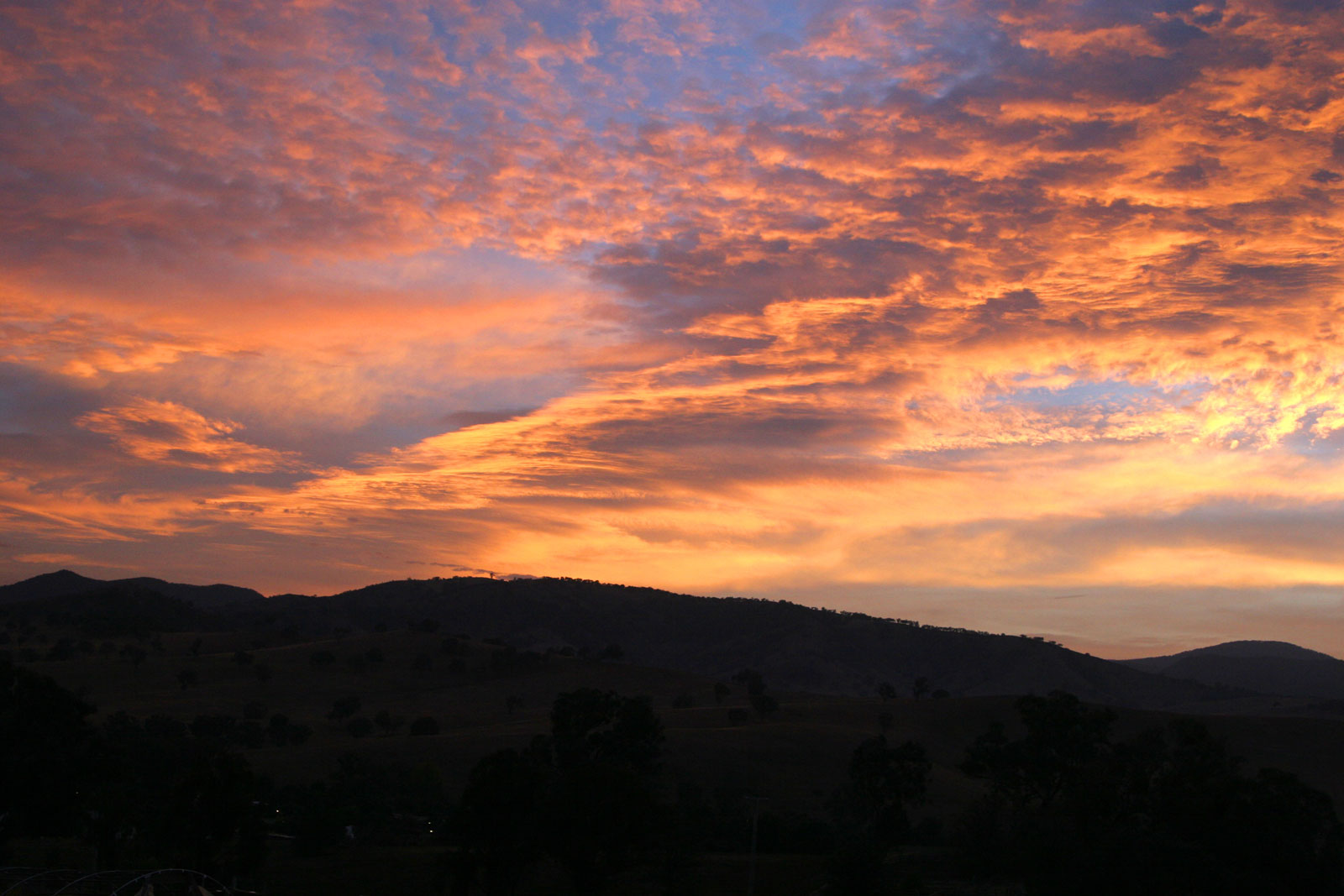
澳大利亞的日出的景色
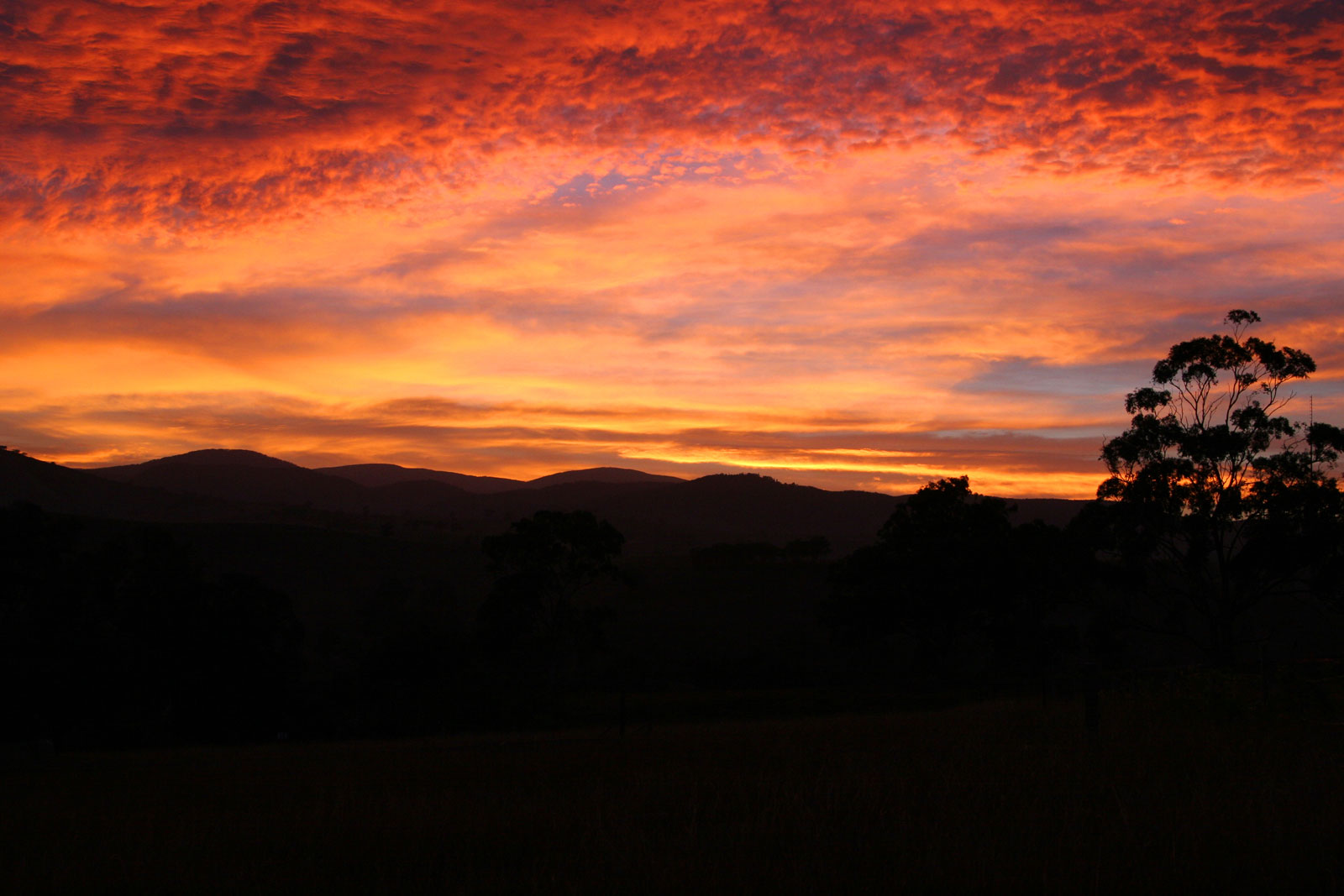
澳大利亞的日出的景色
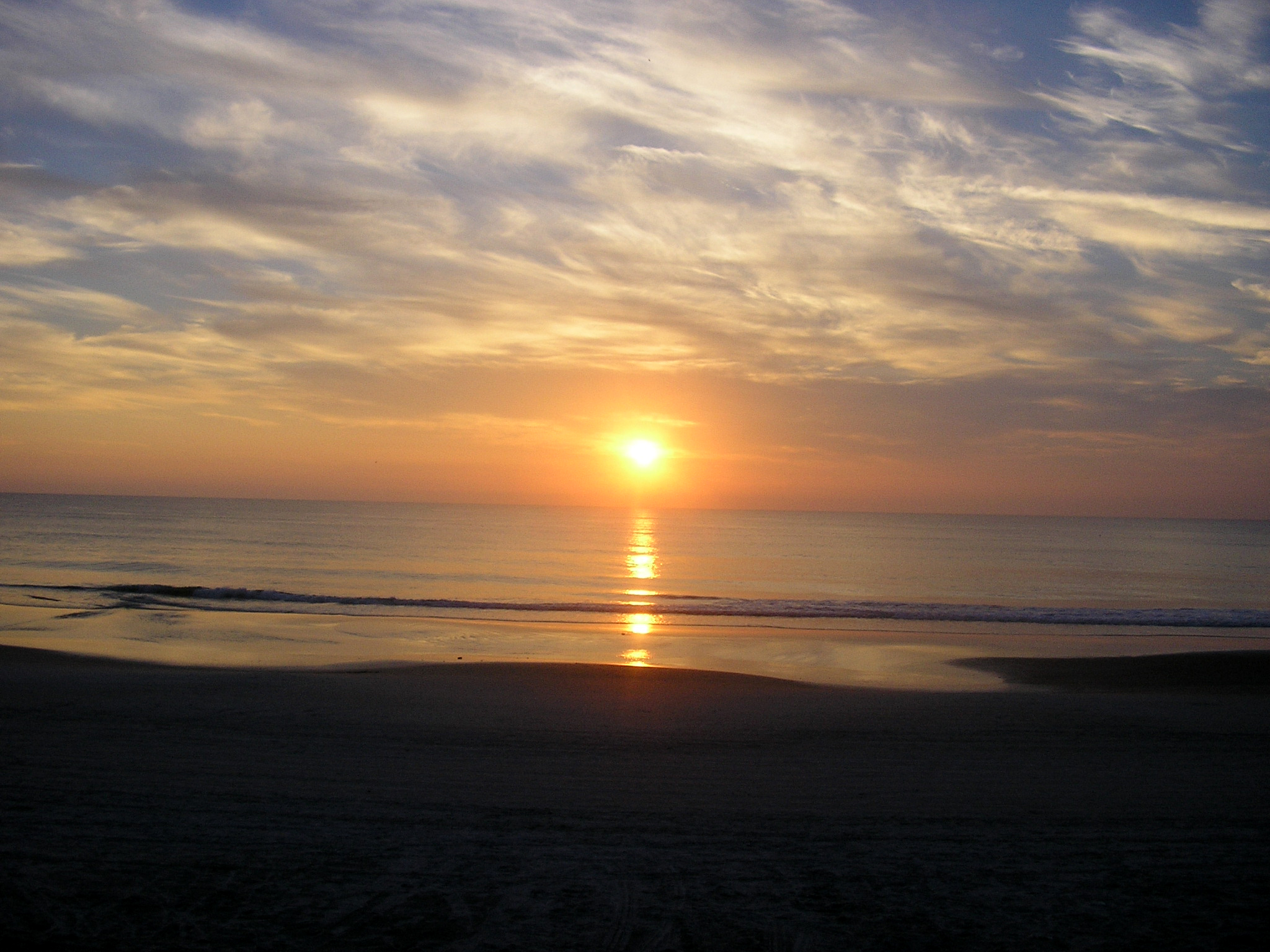
美國佛羅里達州代托納比奇日出的景色
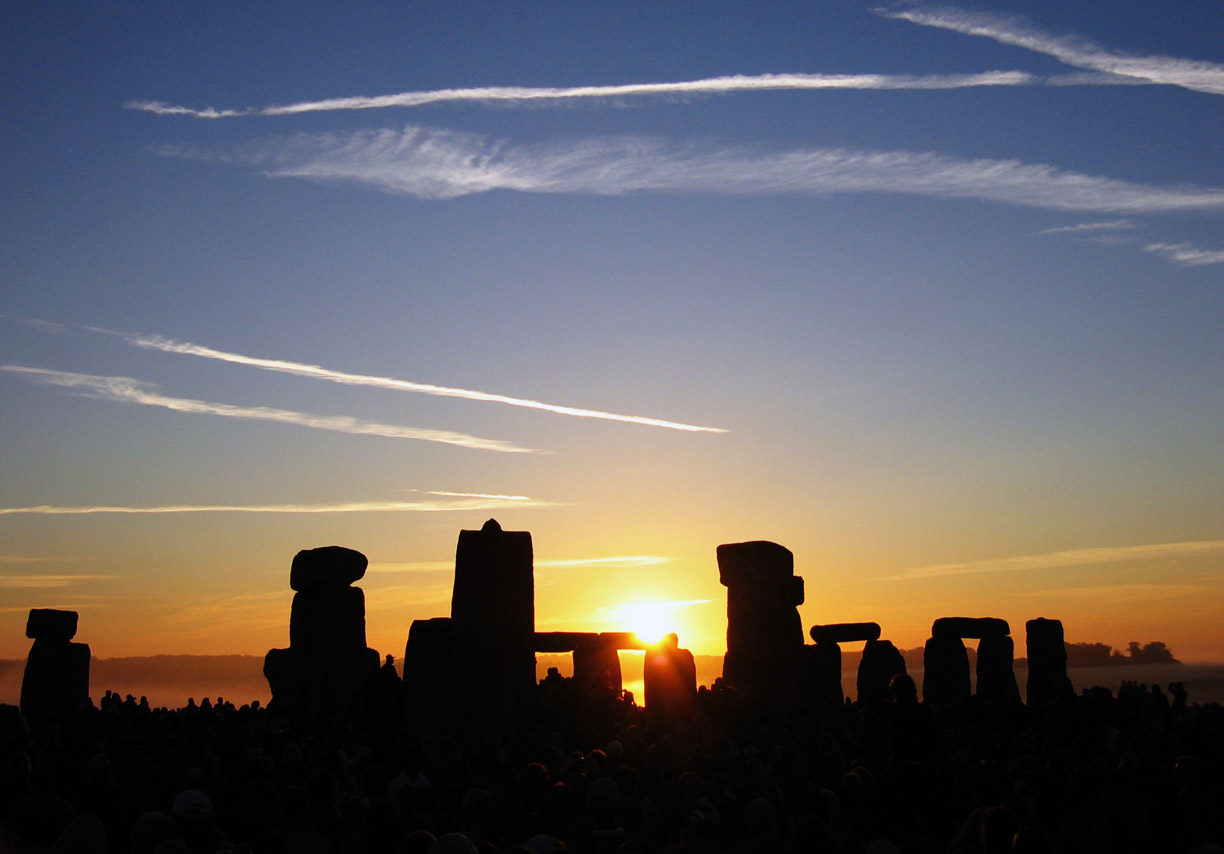
夏至時英國巨石群日出的景色
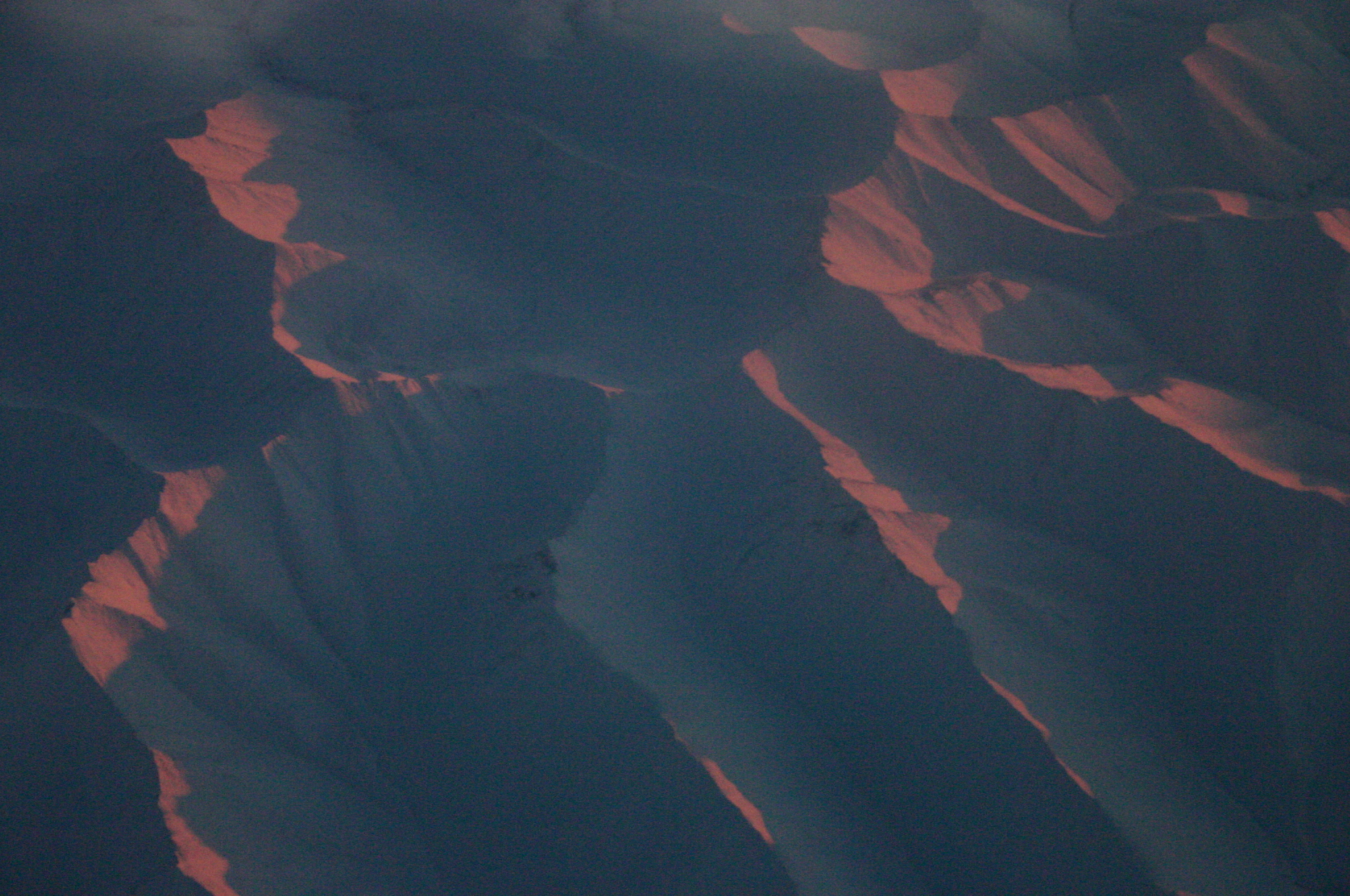
從高空中觀看俄羅斯西伯利亞日出的景色
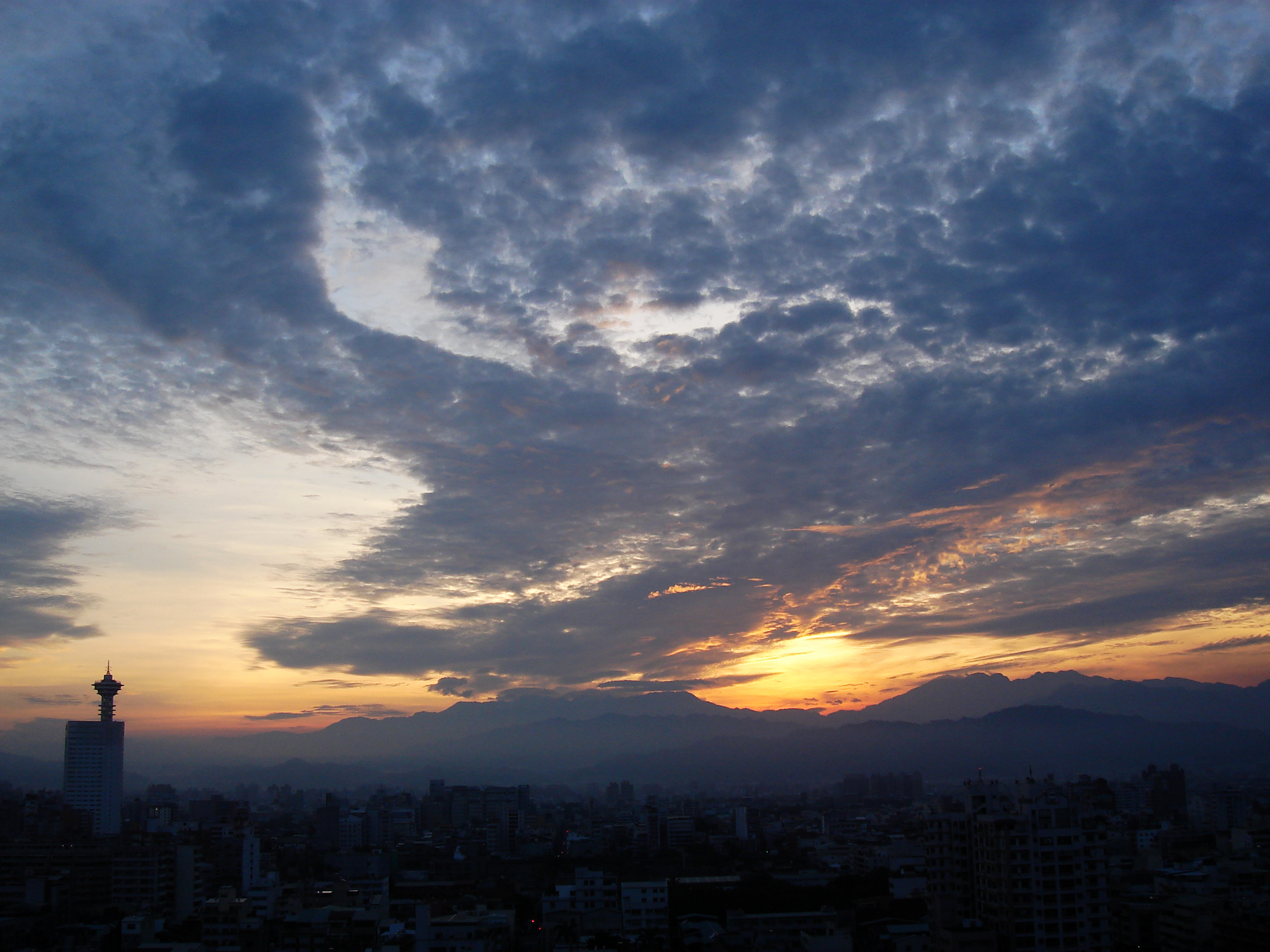
台灣台中盆地日出的景色
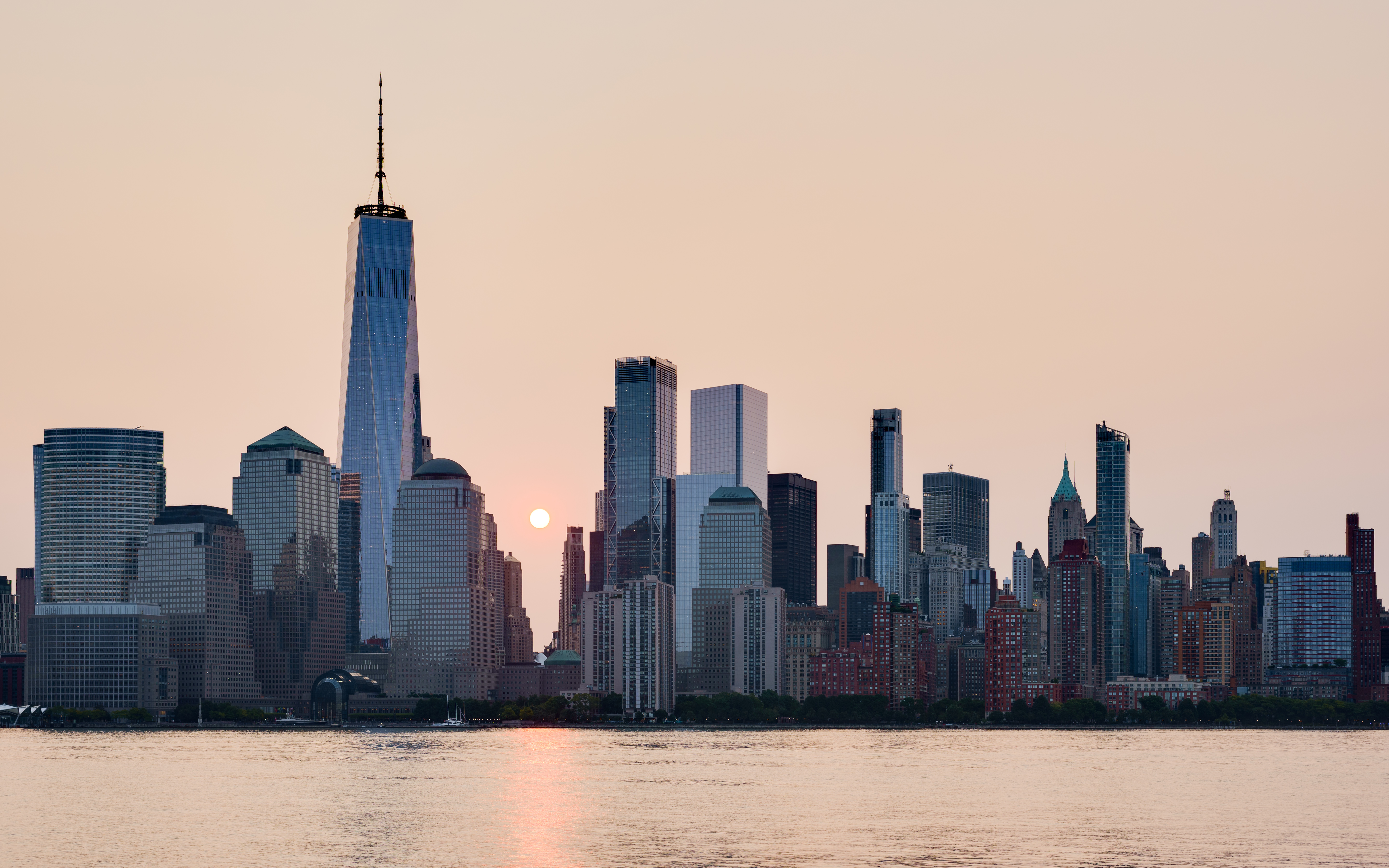
美國紐約市曼哈頓日出的景色
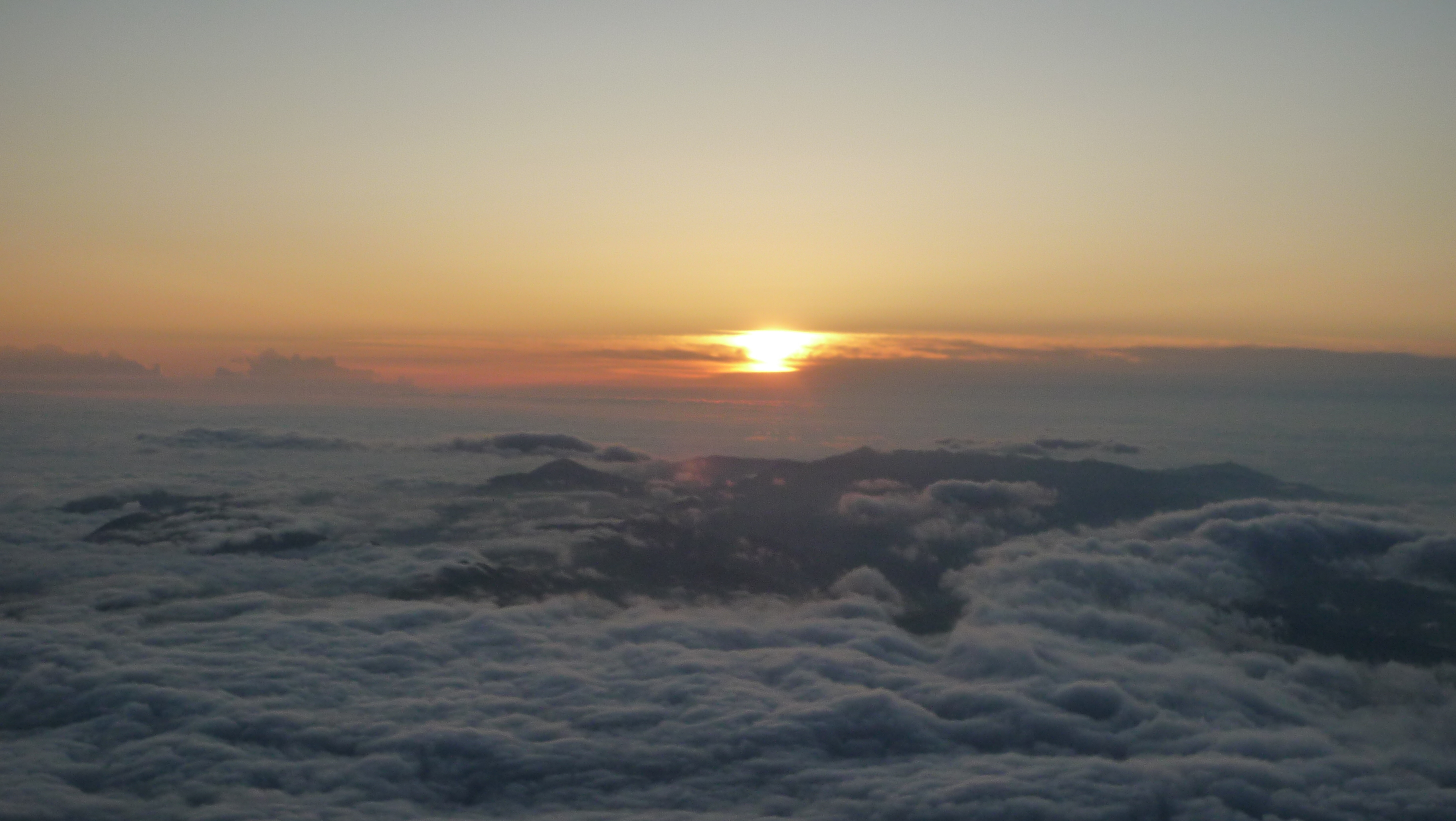
日本富士山頂的日出
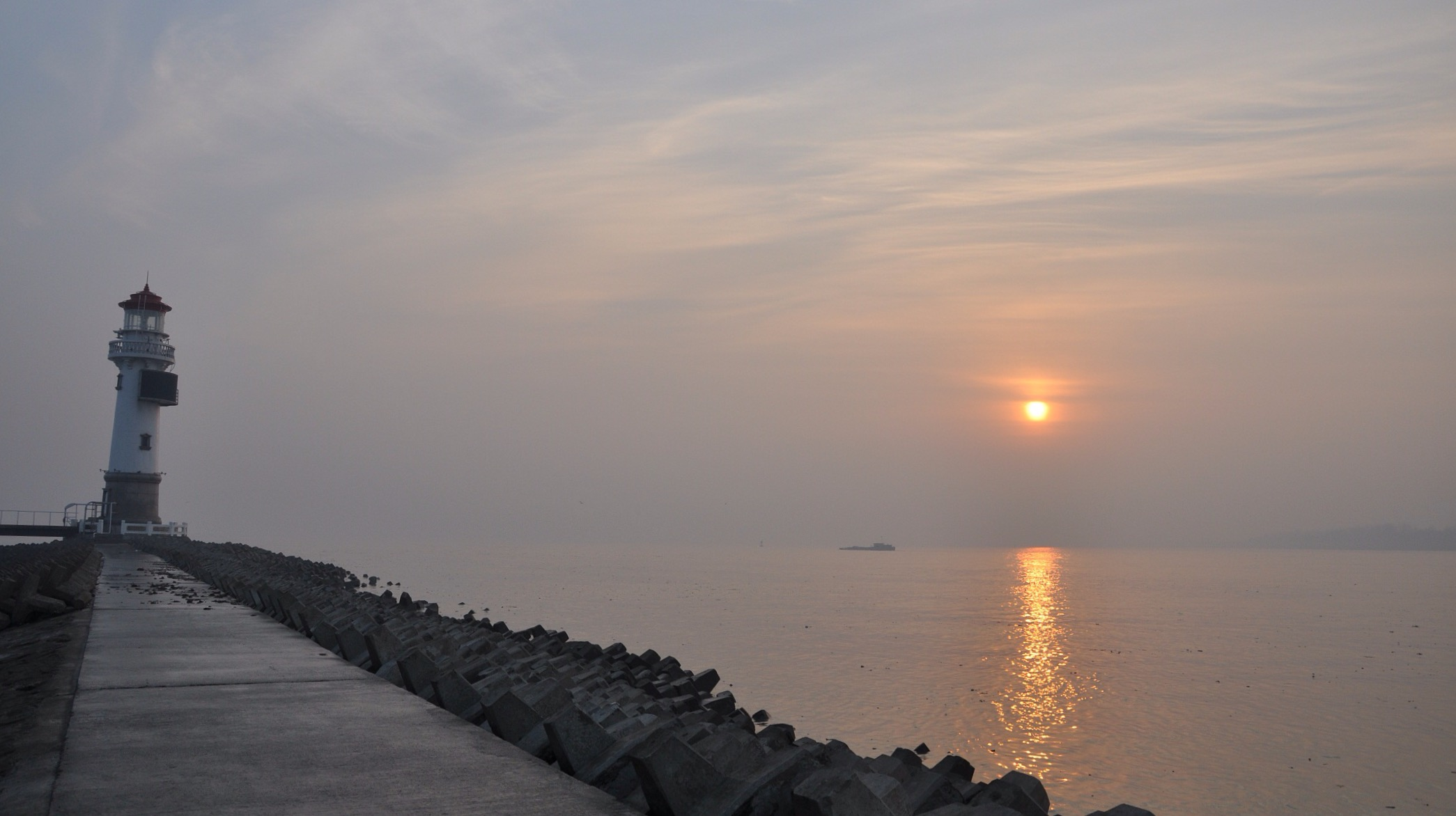
上海市吴淞口日出的景色

## 外部連結
- 日出及日落時間計算器 （页面存档备份，存于）
- 全年太陽及月亮昇起的時間 （页面存档备份，存于）
- 美國海軍日出及日落時間計算器 （页面存档备份，存于）